# Xavier Dorfman
Xavier Dorfman (francès: Xavier Elle Dorfman)  (Grenoble, 12 de maig de 1973) és un remer francès, ja retirat, guanyador d'una medalla olímpica.
El 1996 va prendre part en els Jocs Olímpics d'Estiu d'Atlanta, on fou setè en la prova del quatre sense timoner lleuger del programa de rem. Quatre anys més tard, als Jocs de Sydney, guanyà la medalla d'or en la mateixa prova. Formà equip amb Laurent Porchier, Jean-Christophe Bette i Yves Hocdé.
En el seu palmarès també destaquen sis medalles en el Campionat del món de rem, una d'or, tres de plata i dues de bronze, entre les edicions de 1995 i 2001. A nivell nacional guanyà tretze campionats francesos.